# Lavoro italiano nel mondo
Le emissioni Lavoro italiano nel mondo sono delle serie di francobolli emesse nell'arco di vari anni da Poste italiane, l'amministrazione postale italiana negli anni dal 1980 al 1986, come emissione commemorativa.

## Notizie storiche
Le serie hanno variato i soggetti durante gli anni, passando da opere di ingegneria a recuperi di manufatti storici, ad opere ad alta tecnologia e costruzioni automobilistiche.

## Prima serie

### Notizie tecniche
- Anno: 1980
- Soggetto: il recupero dei templi di File[1], in un blocco di due francobolli complementari ed una appendice; il facciale era di L. 220 per ognuno dei due. Stampa policromatica.
- Tirature:
- Validità:
- Stampa:
- Carta:
- Fogli: blocchi di due francobolli complementari ed una appendice a destra
- Dentellatura:
- Filigrana:
- Gomma:
- Incisore:
- Disegnatore:
- Varietà:

## Seconda serie
La seconda serie del 1981 era composta da due soggetti monocromatici di colori diversi, rappresentanti la diga di São Simão in Brasile, in blu, e la diga di Hong Kong in rosso; entrambi avevano un valore facciale di L. 300; i due esemplari erano divisi da una appendice che riportava i nomi dei soggetti nel colore corrispondente; il bozzettista era G. Verdelocco

### Notizie tecniche
- Anno: 1981
- Soggetto: diga di São Simão in Brasile, in blu, e diga di Hong Kong in rosso
- Tirature:
- Validità:
- Stampa:
- Carta:
- Fogli: blocchi di due francobolli complementari ed una appendice centrale
- Dentellatura:
- Filigrana:
- Gomma:
- Incisore:
- Disegnatore:
- Varietà:

## Terza serie
La terza serie del 1982 era composta da due soggetti policromatici di colori diversi, rappresentanti un ponte radio a microonde sul Mar Rosso ed un lettore ottico per l'automazione dei servizi postali; entrambi avevano un valore facciale di L. 450; i due esemplari erano divisi da una appendice che riportava i nomi dei soggetti nel colore corrispondente; il bozzettista era G. Verdelocco

### Notizie tecniche
- Anno: 1982
- Soggetto: ponte radio a microonde sul Mar Rosso ed un lettore ottico per l'automazione dei servizi postali
- Tirature:
- Validità:
- Stampa:
- Carta:
- Fogli: blocchi di due francobolli complementari ed una appendice centrale
- Dentellatura:
- Filigrana:
- Gomma:
- Incisore:  M, Codoni
- Disegnatore:
- Varietà:

## Quarta serie
La quarta serie del 1983 era composta da due soggetti policromatici di colori diversi, sull'industria automobilistica italiana; entrambi avevano un valore facciale di L. 400.

### Notizie tecniche
- Anno: 1983
- Soggetto: ponte radio a microonde sul Mar Rosso ed un lettore ottico per l'automazione dei servizi postali
- Tirature:
- Validità:
- Stampa:
- Carta:
- Fogli: blocchi di due francobolli complementari
- Dentellatura:
- Filigrana:
- Gomma:
- Incisore:  M, Codoni
- Disegnatore:
- Varietà:

## Quinta serie
La quinta serie del 1984 era composta da due soggetti policromatici di colori diversi, sull'arte del vetro; entrambi avevano un valore facciale di L. 300.

### Notizie tecniche
- Anno: 1984
- Soggetto: l'arte del vetro
- Tirature:
- Validità:
- Stampa:
- Carta:
- Fogli: blocchi di due francobolli complementari ed una appendice centrale
- Dentellatura:
- Filigrana:
- Gomma:
- Incisore:
- Disegnatore:
- Varietà:

## Sesta serie
La sesta serie del 1985 era composta da due soggetti policromatici di colori diversi, sull'arte della ceramica; entrambi avevano un valore facciale di L. 600.

### Notizie tecniche
- Anno: 1985
- Soggetto: l'arte della ceramica
- Tirature:
- Validità:
- Stampa:
- Carta:
- Fogli: blocchi di due francobolli complementari ed una appendice centrale
- Dentellatura:
- Filigrana:
- Gomma:
- Incisore: Eros Donnini
- Disegnatore:
- Varietà:

## Settima serie
La settima serie del 1986 era composta da quattro soggetti policromatici di colori diversi, due sulla moda disegnati da De Simoni ed altri due sulla tecnologia; tutti avevano un valore facciale di L. 450.

### Notizie tecniche
- Anno: 1986
- Soggetto: due sulla moda ed altri due sulla tecnologia
- Tirature:
- Validità:
- Stampa:
- Carta:
- Fogli: blocchi di due francobolli complementari ed una appendice centrale
- Dentellatura:
- Filigrana:
- Gomma:
- Incisore: L. De Simoni
- Disegnatore:
- Varietà: